# Liên Sơn, Chi Lăng
Liên Sơn là một xã thuộc huyện Chi Lăng, tỉnh Lạng Sơn, Việt Nam.
Xã Liên Sơn có diện tích 13,03 km², dân số năm 1999 là 810 người, mật độ dân số đạt 62 người/km².
Theo thống kê năm 2019, xã Liên Sơn có diện tích 13,03 km², dân số là 840 người, mật độ dân số đạt 65 người/km².